# Stéphane Blakowski
Stéphane Blakowski, né le 5 novembre 1968, est un animateur de télévision français. 

## Carrière
Élève au lycée militaire de Saint-Cyr, passionné de radio, il entre à 16 ans à RTL, où il traite les dépêches de la nuit et donne les résultats hippiques. 
Il poursuit ensuite sur sa lancée en effectuant des études de journalisme au Celsa (école de communication rattachée à Paris IV- la Sorbonne). 
Remarqué par Patrick Sabatier, il collabore à ses émissions sur TF1. 
Par la suite, il rejoint Canal+ pour participer à Télé Dimanche, le magazine de Michel Denisot, où il présente une chronique sur l'actualité télévisuelle. À la même époque, il réalise des interviews pour C'est pas le 20 heures et anime des débats quotidiens dans La Grande famille.
Ses chroniques dans le talk-show On ne peut pas plaire à tout le monde aux côtés de l'animateur Marc-Olivier Fogiel sur France 3, entre 2000 et 2004, le feront connaître du grand public. Lors des étés 2002 à 2004, il coanime avec Ariane Massenet et Alexis Trégarot les best-ofs de l'émission intitulés ONPP vu de la plage puis ONPP vu du désert.
Après un bref passage sur LCI en 2005 où il animait un magazine culturel (Blako and Co), il a ensuite présenté sur France 4 avec Alexis Trégarot, l’émission Les Agités du bocal, anciennement Culture Club.
Par la suite, il intervient régulièrement dans l'émission L'Objet du scandale présentée par Guillaume Durand et diffusée sur France 2, ainsi que dans l'émission Salut les Terriens ! de Thierry Ardisson sur Canal+. 
De 2008 à 2011, il participe aux matinales de Marc-Olivier Fogiel  et de Guillaume Cahour sur Europe 1 avec son information insolite à 7 h 20 puis avec le debrief de l'émission à 9 h 25.
En septembre 2011, il est sur France Inter dans Le 7/9, responsable d'une chronique / billet d'humeur diffusé le mardi puis le lundi vers 8 h 55. Depuis septembre 2014, il intervient dans le 5/7 de France Inter chaque vendredi à 6 h 55. Il intègre également l'émission de Nagui, La Bande originale
En septembre 2017, il intègre sur C8 l'émission de Thierry Ardisson, Salut les Terriens !.
Depuis la rentrée 2019, il est chroniqueur dans l'émission Ça vous regarde, sur la chaîne LCP.
Dans le cadre de l'élection présidentielle de 2022, il anime Les Grands Entretiens, sur la chaîne LCP, diffusés le dimanche à 23 h et 23 h 30. Il y reçoit des anciens candidats aux élections présidentielles tels que François Hollande, François Bayrou, Christine Boutin ou encore Noël Mamère.